# François d'Aix de La Chaise
François d'Aix de La Chaise (kasteel Aix in Saint-Martin-la-Sauveté, 25 augustus 1624 - Parijs, 20 januari 1709) was een Frans priester en jezuïet van adellijke geboorte. Hij was de biechtvader van de Franse koning Lodewijk XIV. Op zijn landgoed buiten Parijs werd later een naar hem genoemd kerkhof geopend: Cimetière du Père-Lachaise.

## Levensloop
In 1649 trad hij in bij de jezuïeten. Van 1675 tot aan zijn dood was Père La Chaise de biechtvader van koning Lodewijk XIV. Hij adviseerde de koning in religieuze zaken. De priester probeerde zijn koning in zijn politiek te matigen maar daarin slaagde hij vaak niet. Hij was betrokken bij de veroordeling van Miguel de Molinos. Voor het intrekken van het Edict van Nantes in 1685 was Père La Chaise grotendeels verantwoordelijk. Hij moedigde de koning ook aan in zijn strijd tegen de jansenisten.
Hij was niet in staat om de vaak overspelige koning tot een meer christelijke levenswandel te bewegen. La Chaise bemiddelde in ruzies en hij probeerde soms om zijn invloed ten gunste van anderen te laten gelden, bijvoorbeeld de in ongenade gevallen Richard Simon. In 1683 heeft Père La Chaise waarschijnlijk, in het diepste geheim, het huwelijk van de koning met Madame de Maintenon gesloten.
Père La Chaise was een fervent numismaticus en in 1701 werd hij opgenomen in de Académie royale des inscriptions et médailles.
Père La Chaise heeft nooit in Versailles gewoond, hij woonde in Parijs in het jezuïetenhuis bij de Saint-Paulkerk. In 1675 liet de koning voor hem een woning bouwen op het domein van de jezuïeten Mont-Louis ten oosten van Parijs.

## Begraafplaats
In 1804 werd op het domein Mont-Louis een begraafplaats ingericht: het Cimetière de l'Est dat bekend werd onder de naam Cimetière du Père-Lachaise, naar de vroegere bewoner van het domein.
- Biblioteca Nacional de España: XX5565680
- Bibliothèque nationale de France: cb113344502 (data)
- Gemeinsame Normdatei: 119355965
- International Standard Name Identifier: 0000 0001 2277 9914
- Library of Congress Control Number: n84133116
- Nationale Bibliotheek van Tsjechië: jo2016918853
- Nederlandse Thesaurus van Auteursnamen: 145341046
- LIBRIS: 314296
- SNAC: w6t18fcz
- Système universitaire de documentation: 083400656
- Virtual International Authority File: 31990194
- WorldCat: E39PBJyh7Fv4q4gPWwGRqRgR8C